# آرادو ئی. ۵۵۵
آرادو ئی. ۵۵۵ (به انگلیسی: Arado_E.555) یک هواپیمای بمب‌افکن راهبردی ساخت شرکت آرادو فلوکتسایک‌ورک در آلمان است که برای بُرد بلند طراحی شده بود. این پروژه حتی به مرحلهٔ پیش‌نمونه هم نرسید. این پروژه در اواخر سال ۱۹۴۴ میلادی، لغو شد.

## درخواست پروژه
درسال ۱۹۴۲ میلادی، وزارت هوانوردی آلمان نازی درخواست ساخت یک بمب‌افکن برد بلند را به صنایع دفاع خود ارائه کرد که توانایی رسیدن به ایالات متحده آمریکا را داشته باشد. درنهایت از میان بمب‌افکن‌های زیادی که ارائه شدند، تنها هاینکل ۱۷۷ به تولید انبوه رسید که درنهایت با پایان جنگ به دست نیروهای متحد افتاد و بمب‌افکن کانویر بی-۳۶ با الهام‌گیری از آن ساخته شد.

## Specifications
منبع اطلاعات Luftwaffe Secret Projects: Strategic Bombers 1935–1945
Christopher, John. The Race for Hitler's X-Planes (The Mill, Gloucestershire: History Press, 2013), p.74.
مشخصات عمومی
- خدمه: two-three
- :ظرفیت بارگیری  ۴٬۰۰۰–۶٬۰۰۰ کیلوگرم بمب (۸٬۸۱۶–۱۳٬۲۲۴ lbs)
- طول: ۸٫۶۶–۲۵٫۲۰ m (۲۸ ft 10.5 in-82 ft 8 in)
- پهنای بال: ۲۱٫۲۰–۳۱٫۵۰ m (۶۹ ft 6.5 in-103 ft 4 in)
- ارتفاع: ۳٫۶۵–۴٫۱۰ m (۱۱ ft 11.5 in-13 ft 5.5 in)
- پیشرانه: ۲–۴×  BMW 109-018 turbojet , ۳۴٫۳ kN (۷٬۷۰۰ lbf) هرکدام

 عملکرد 